# Журавка (приток Казённого Торца)
Журавка (укр. Журавка) — левый приток реки Казённый Торец, расположенный на территории Покровского района (Донецкая область, Украина).

## География
Длина — 11 км. Площадь бассейна — 92,7 км². Русло у истоков — маловодное и пересыхает. Берега нижнего течения обрывистые с пляжем высотой 3 м, долина нижнего течения местами изрезана ярами и промоинами. Создано несколько прудов. В приустьевой части, сливаясь с Казённым Торцом, создано Миролюбовское водохранилище.
Берёт начало южнее села Орловка. Река течёт на северо-запад, в среднем течении делает поворот на северо-восток. Впадает в Казённый Торец (на 118-м км от её устья) севернее села Гродовка.
Притоки: (от истока к устью) балка Сухая, безымянные балки и ручьи
Населённые пункты (от истока к устью):
1. Орловка
2. Журавка
3. Красный Яр
4. Николаевка
5. Гродовка